# Правило имён
«Пра́вило имён» (англ. The Rule of Names, другие варианты перевода — «Укравший имя», «Похититель сокровищ») — фэнтезийный рассказ американской писательницы Урсулы Ле Гуин, входящий в фантастический цикл о Земноморье, сборник «Двенадцать румбов ветра», а также включённый в несколько антологий.

## Сюжет
В деревушке на небогатом островке Сатинс живёт Мистер Подхолмом, не очень талантливый волшебник. Он прибыл сюда четыре года назад, привезя с собой несколько очень тяжёлых сундуков. Настоящее имя Подхолмом никому неизвестно, но это нормально — на любом острове мира действуют два Правила Имён: во-первых, никому нельзя говорить своё настоящее имя, а во-вторых, никого нельзя спрашивать о его имени.

А почему же существует такое вот правило? Кто мне ответит?
Дети молчали. Мистер Подхолмом не воздержался и ответил на вопрос так:
— Потому что имя — это всё равно что вещь. А настоящее имя — настоящая вещь. Знать чужое имя — значит полностью контролировать эту вещь. Я угадал, учитель?

Однажды на остров прибывает чародей-чужестранец, островитяне дают ему имя Чернобородый. Чернобородый рассказывает жителям историю острова Пендор. Населённый могущественными магами и воинами, остров накопил несметные богатства, чем привлёк внимание Дракона. Дракон разгромил армию острова, изгнал его правителя и стал питаться тем, чем положено драконам, то есть девственницами с ближайших островов. Но когда пятьдесят островов Архипелага собрали флотилию с целью убить Дракона, тот оказался уже мёртвым, а сокровища исчезли. С помощью магии Чернобородый — маг и наследник трона Пендора — выяснил, что победитель дракона и похититель сокровищ, по всей видимости, весьма могущественный маг, поселился на острове Сатинс под видом простого волшебника.
Чернобородый вызывает Подхолмом на магический поединок, в ходе которого тот принимает разные облики, пока наконец не принимает обличье Дракона. Тогда Чернобородый выкрикивает настоящее имя мага — Йевод — и требует, чтобы волшебник принял свой настоящий, не драконий облик. Против ожидания, это не производит никакого эффекта. Выясняется, что Дракон и есть настоящее обличье Йевода-Подхолмом. На островах тогда погиб какой-то другой дракон. Йевод испепеляет Чернобородого.
Случайный свидетель поединка, моряк Бирт, бежит в деревню, забирает свою невесту и в спешке отплывает с острова. Остров остаётся во власти Дракона, который решил жить в своём настоящем облике и наконец-то снова отведать своей излюбленной пищи.

## О рассказе
«Правило имён» подчёркивает важность языка в цикле о Земноморье: в первых двух произведениях цикла именам и словам уделено много внимания. В мире Земноморья можно получить власть над человеком или драконом, зная его истинное имя; раскрытие истинного имени, таким образом, предстаёт как выражение полного доверия.
Рассказ фигурирует в другой книге Ле Гуин: Гед, персонаж «Волшебника Земноморья», упоминает древнее предание «Правило имён». А Йевод и его потомство фигурируют в самом «Волшебнике».
На русском языке рассказ в различных сборниках переиздавался 18 раз, переводился семь раз:
- А. Китаева (Правило имён),
- И. Рабинович (Укравший имя),
- И. Тогоева (Правило имен),
- С. Славгородский (Правило Имен),
- В. Жураховский (Правило имен),
- Т. Чернышева (Правила имен),
- Ж. Сигошина (Правило имен).